# Пентателлурид дирения
Пентателлурид дирения — бинарное неорганическое соединение
рения и теллура
с формулой Re2Te5,
кристаллы.

## Получение
- Сплавление стехиометрических количеств чистых веществ в вакууме [1]:

{\displaystyle {\mathsf {2Re+5Te\ {\xrightarrow {450-935^{o}C}}\ Re_{2}Te_{5}}}}

## Физические свойства
Пентателлурид дирения образует кристаллы
ромбической сингонии,
пространственная группа P bca,
параметры ячейки a = 1,3003 нм, b = 1,2935 нм, c = 1,4212 нм, Z = 12
.
Ранее соединению приписывался состав ReTe2
.
Соединение конгруэнтно плавится при температуре 970°C
и имеет область гомогенности 64,8÷71,2 .